# Acquaviva
|  | Per a altres significats, vegeu «Acquaviva (desambiguació)». |

Acquaviva és un castello (municipi) de San Marino amb una població de 1.678 habitants (dades de l'any 2003) per a una àrea de 4,86 km². Limita amb els municipis de Borgo Maggiore i San Marino i amb els municipis italians de San Leo i Verucchio. El seu nom prové d'una font local molt important.